# 방배중앙로
방배중앙로(Bangbaejungang-ro)는 서울특별시 서초구 방배동에 있는 서울특별시도로, 총 연장은 2.278km이다. 도로의 명칭이 유래된 것은 방배동을 중심부에서 관통하였기 때문에 도로명이 저절로 부여되었다.

## 역사
- 2010년 8월 20일 : 도로명으로 방배중앙로를 고시

## 주요 경유지
- 서초구
  - 방배동

## 접촉하는 도로
- 사평대로
- 동작대로
- 신반포로
- 동광로
- 방배천로
- 서초대로
- 효령로

## 주요 건물 및 시설
- 방배브라이튼 (방배중앙로 3/방배동 978-8)
- 방배파크빌라 (방배중앙로 5/방배동 978-9)
- 부림빌딩 (방배중앙로 6/방배동 917-1)
- 동북빌딩 (방배중앙로 7/방배동 978-10)
- 방배동 상가주택 (방배중앙로 11/방배동 978-12)
- 애스톤빌1차 (방배중앙로 12/방배동 918-5)
- 으뜸빌딩 (방배중앙로 14/방배동 918-14)
- 라비니아파크 (방배중앙로 15/방배동 978-29)
- 완원빌딩 (방배중앙로 16/방배동 918-3)
- 하나빌 (방배중앙로 18/방배동 918-1)
- 더존퍼스트빌 (방배중앙로 21/방배동 977-14)
- 현대파크빌라 (방배중앙로 22/방배동 919-5)
- 방배 위너스 하임 (방배중앙로 23/방배동 977-15)
- 비젼하우스 (방배중앙로 24/방배동 919-4)
- 중앙로공영주차빌딩 (방배중앙로 25/방배동 919-17)
- 태영빌딩 (방배중앙로 26/방배동 919-23)
- 예손교회 (방배중앙로 27/방배동 977-18)
- 동지빌딩 (방배중앙로 28/방배동 919-2)
- 지호빌딩 (방배중앙로 30/방배동 919-1)
- 지호2빌딩 (방배중앙로 31/방배동 977-19)
- 덕운빌딩 (방배중앙로 58/방배동 931-9)
- 광희빌딩 (방배중앙로 60/방배동 931-1)
- 남포빌딩 (방배중앙로 62/방배동 941-11)
- 가이아빌딩 (방배중앙로 64/방배동 941-10)
- 동광빌라 (방배중앙로 66/방배동 941-8)
- 대도빌라 (방배중앙로 68/방배동 941-6)
- 방배동예배당 (방배중앙로 70/방배동 941-3)
- 한신자동차 (방배중앙로 72/방배동 941-3)
- 방배빌라 (방배중앙로 84/방배동 869-7)
- 하모니 (방배중앙로 89/방배동 858-33)
- 석호빌딩 (방배중앙로 91/방배동 858-34)
- 우남빌딩 (방배중앙로 95/방배동 858-36)
- SKY VILL (방배중앙로 102/방배동 857-1)
- 드림앤하우스 (방배중앙로 106/방배동 831-15)
- 이음파트너스 (방배중앙로 108/방배동 831-14)
- 제네시스빌 (방배중앙로 109/방배동 830-10)
- 미주2차빌라 (방배중앙로 110/방배동 831-9)
- 방배파크빌2 (방배중앙로 112/방배동 831-7)
- 방배4동 치안센터 (방배중앙로 131/방배동 821-1)
- 헤리티지 (방배중앙로 143/방배동 790-14)
- 방배타운하우스 (방배중앙로 147/방배동 790-26)
- 화신빌딩 (방배중앙로 148/방배동 791-3)
- FedEx (방배중앙로 150/방배동 791-1)
- 방배빌딩 (방배중앙로 153/방배동 778-27)
- 우리빌딩 (방배중앙로 155/방배동 778-25)
- 희수빌딩 (방배중앙로 156/방배동 777-20)
- 대흥빌딩 (방배중앙로 157/방배동 778-20)
- 방배중앙센트레빌 (방배중앙로 158/방배동 3282)
- 빅토리아빌딩 (방배중앙로 162/방배동 777-10)
- 수향빌딩 (방배중앙로 165/방배동 778-9)
- 방배빌딩 (방배중앙로 166/방배동 777-5)
- 모텔이천일 (방배중앙로 174/방배동 769-10)
- 브람스빌딩 (방배중앙로 175/방배동 768-12)
- 해운빌딩 (방배중앙로 176/방배동 769-9)
- 태광빌딩 (방배중앙로 177/방배동 768-9)
- 매크로매트릭스빌딩 (방배중앙로 180/방배동 769-4)
- 스퀘어 181 (방배중앙로 181/방배동 768-3)
- 후생시설 (삼호아파트 상가, 방배중앙로 188·196, 방배동 760-2)
- 이수공영주차장빌딩 (방배중앙로 193/방배동 761-3)
- 오릭스오피스텔 (방배중앙로 198/방배동 755-5)
- 일등산업사옥 (방배중앙로 200/방배동 755-4)
- 리첸시아 (방배중앙로 204/방배동 755-14)
- 반포래디앙시그니처 (방배중앙로 208/방배동 751-4)
- 배유빌딩 (방배중앙로 213/방배동 752-8)
- 배원빌딩 (방배중앙로 214/방배동 751-1)
- 경덕빌딩 (방배중앙로 215/방배동 752-7)